# Rijksbeschermd gezicht Hilversum - Plan Oost
Gezicht Hilversum - Plan Oost is een rijkswege beschermd stadsgezicht in Hilversum in de Nederlandse provincie Noord-Holland. De procedure voor aanwijzing werd gestart op 25 juli 2008. Het gebied gebied werd op 19 maart 2015 definitief aangewezen. Het beschermd gezicht beslaat een oppervlakte van 105 hectare.
Het gebied Hilversum Oost is gebaseerd op Plan Oost van Dudok in de jaren 1930 en zijn beëindigingsplan uit 1933. Het Kamrad (flats en eengezinswoningen, die als vingers in het groen bij de Zuiderheide liggen) werd in de jaren 60 gebouwd.
Panden die binnen een beschermd gezicht vallen krijgen niet automatisch de status van beschermd monument. Wel zal de gemeente het bestemmingsplan aanpassen om nieuwe ontwikkelingen in het gebied te reguleren. De gezichtsbescherming richt zich op de stedenbouwkundige en cultuurhistorische waardering van een gebied en wil het toekomstig functioneren daarvan veiligstellen.